# Бие (плато)
Биѐ (на португалски: Bié) е плато, заемащо по-голямата част от централната част на Ангола. Простира се на около 500 km от север на юг (между 10 и 14° ю.ш.) и на около 400 km от запад на изток (между 14 и 18° и.д.). На запад стръмно се спуска към брега на Атлантическия океан, на север и изток е ограничено от долината на река Куанза, като на изток постепенно се понижава към по-ниско разположеното плато Лунда, а на юг постепенно преминава към по-ниското плато Уила. Изградено е предимно от гранити и гнайси с докамбрийска възраст. Централните му части са с надморска височина 1700 – 1800 m, а на север, изток и юг са снижава до 1400 – 500 m. В западната му част се издига планината Сера Корау д'Андради, където се извисява връх Моко 2610 m (най-високата точка на платото и на Ангола). Климатът на територията на платото е хладен и с достатъчно валежи за отглеждането на кафе, царевица, ориз, захарна тръстика, фъстъци. От него водят началото си няколко големи реки на Ангола: Кунене, Куанза, Кубанго и др. Големи участъци са заети от редки листопадни саванни гори. Разработват се находища на желязна руда (Квима). Почти половината от населението на Ангола живее на платото и то е важен земеделски и животновъден район на страната. Свързано с крайбрежието чрез железопътна линия от Бенгела. Главните градове са Куито и Уамбо.